# Клара Дюпон-Моно
Клара Дюпон-Моно (фр. Clara Dupont-Monod; нар. 7 жовтня 1973 року, Париж) — французька журналістка та літераторка. Володарка премії Феміна 2021 року.

## Журналістика
Свою журналістську кар'єру розпочинала в журналі Cosmopolitan, а в 24 роки пішла працювати до журналу «Маріанна» на посаду старшої репортерки. 2007 року стала головною редакторкою сторінок про культуру журналу «Маріанна». Водночас вона регулярно давала інтерв'ю, які транслювали на радіо RTL у програмі On refait le monde, ведучим  якої був Ніколя Пуанкаре.
31 серпня 2009 року Дюпон-Моно приєдналася до колективу програми La Matinale, що йшла на Canal+. Восени 2011 року вона була однією з колумністок радіошоу Les Affranchis на France Inter.
На початку 2012 року щосуботи на France Inter презентувала літературну програму «Клара та модні книжки» у супроводі двох колумністів. Упродовж 2013-2014 років проводила політичне інтерв’ю о 7:50 у ранковій програмі на France Inter, яку вів Патрік Коен., замінюючи Паскаль Кларк. На початку 2014 року її замінила Леа Саламе.
З вересня 2014 року Дюпон-Моно веде літературну рубрику в програмі новин «Якщо ти слухаєш — я скасовую все» на France Inter.

## Романи
Крім того, Дюпон-Моно написала кілька романів. Її перша робота, «Еова Лучіоле» (фр. Eova Luciole), вийшла 1998 року. Роман «Безглуздість короля Марка» (фр. La Folie du roi Marc_ досліджує забутого чоловіка Ізеути, запозиченого з міфу про Трістана та Ізольду. Роман «Історія повії» (фр. Histoire d'une prostituée) розповідає про повсякденне життя та характер повії, з якою письменник зустрівся та стежив за нею протягом року.
Її четвертий роман, «Пристрасть до юної жінки» (фр. La Passion selon Juette) (2007), описує боротьбу жінки дванадцятого століття, яка відкидає диктат світу, в якому жінок обмежувала всемогутня Церква. Вона черпала натхнення з біографії Іветт д'Юї, яку написав середньовічною латиною її друг, релігійна людина, Гуґо де Флорфе. Цей роман було нагороджено премією Лорана-Бонеллі Вірджин-Лір у перший рік його виходу. Роман був номінований на премію Феміна. Він був фіналістом короткого списку номінацій на Гонкурівську премію 2007 року.
2011 року вона опублікувала роман про чоловіка з ожирінням «Нестор роздирає зброю» (фр. Nestor rend les armes). Цей роман став фіналістом першого відбору на премію Феміна 2011 року.
4 грудня 2014 року Дюпон-Моно здобула премію журналу Point de vue за книжку про Елеонору Аквітанську, «Король казав, що я — диявол» (фр. Le roi disait que j'étais diable). Також цей роман отримав премію Моріса Женевуа.
2021 року вона опублікувала книгу «Пристосуватися» (S'adapter), роман про братів і сестер та інвалідність. Роман був фіналістом другого відбору на премію Гонкура 2021 року та отримав премію Феміна 2021 року.

### Романи
- 1998: Eova Luciole, Éditions Grasset , ISBN 2246563615
- 2000: La folie du roi Marc, Grasset, ISBN 2246593115
- 2003: Histoire d'une prostituée, Grasset, ISBN 2246646219
- 2007: La Passion selon Juette, Grasset,ISBN 9782246615712
- 2008: (Співпраця) Bains de nuit, з Кетрін Гетта (авторка), Fayard
- 2011: Nestor rend les armes, Париж, Sabine Wespieser Editeur, ISBN 9782848051000
- 2014: Le roi disait que j'étais diable, Grasset,ISBN 978-2-246-85385-5, Prix Maurice Genevoix
- 2018: La Révolte, Éditions Stock, ISBN 978-2234085060
- 2021: S'adapter, Éditions Stock,ISBN 978-2-234-08954-9, Prix Femina
  - 2024: І каміння плаче, MacLehose PressISBN 978-1-5294-3536-8

### Відео
- (Співсценаристка) Sans état d'âme, 2008, TF1

## Зовнішні посилання
- Клара Дюпон-Моно про Babelio
- Клара Дюпон-Моно на L'Express
- N'ayons plus peur des fous, la chronique de Clara Dupont Monod на YouTube
- Публікації Клари Дюпон-Моно на CAIRN
- L'homme par qui la pilule vint aux femmes на Le Huffington Post